# Emilce Sosa
Emilce Fabiana Sosa (Ibarreta, Formosa, 9 de noviembre de 1987), conocida también como Mimi Sosa, es una ex-voleibolista argentina que integró la selección de su país, con la que logró la primera participación histórica en los Juegos Olímpicos de Río de Janeiro en 2016. Fue considerada un pilar muy importante para su selección y también reconocida debido a que en varios partidos y entrenamientos salvó a su equipo jugando con los pies.
Luego de consagrarse campeona y MVP de las finales de la Liga Femenina de voleibol argentino de 2024 junto al equipo riojano CEF 5, anunció su retiro profesional de la disciplina a los 36 años.

## Biografía
Sosa nació en Ibarreta, en la provincia de Formosa, durante sus primeros años vivió en la cercana ciudad de Las Lomitas. A los ocho años, cuando su madre trabajaba en una comunidad wichí en el oeste de la provincia (a unos 300 km de Las Lomitas), se mudó a la comunidad con su padre y sus hermanos.
Su primer deporte fue el fútbol, pero por influencia de su madre empezó a jugar al vóleibol en el Club Escuela de Comercio de Las Lomitas cuando tenía 14 años. Se mudó a Córdoba a los 16 años, después de haber sido seleccionada para jugar al fútbol en Club Atlético Belgrano de esa ciudad mientras también jugaba al vóleibol en el Club Universitario de Córdoba. Solo cuando se le pidió que decidiera qué deporte seguir, ella eligió el voleibol. De Universitario de Córdoba se mudó a la Asociación Deportiva Atenas antes de comenzar su carrera profesional en el Olímpico de Freyre. En 2023, tras jugar en distintos equipos del exterior, retornó a Argentina para jugar la Liga Femenina de Voleibol con el CEF 5 de La Rioja.

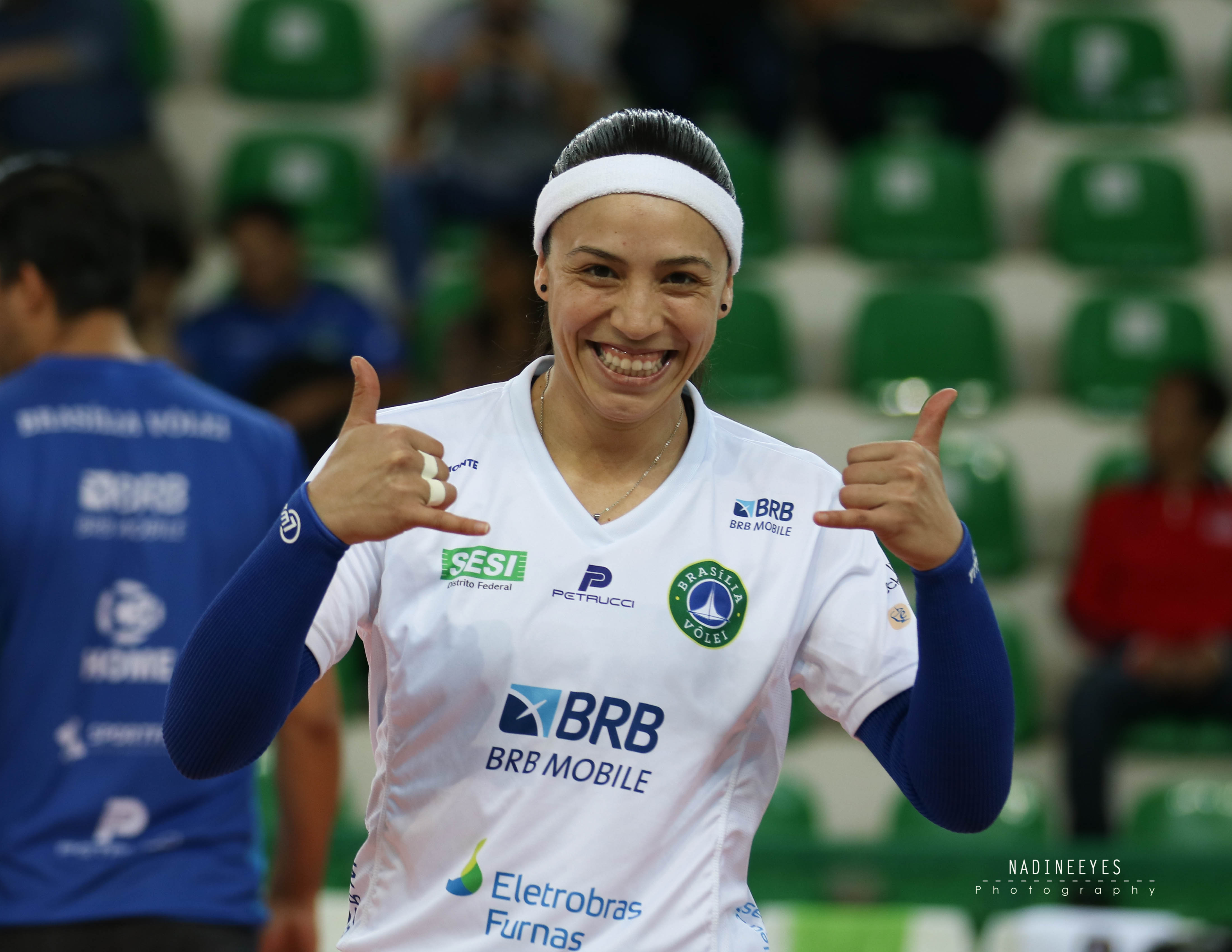
Sosa jugando para el BRB/Brasilia Vôlei en 2018

## Trayectoria
| Club                    | País      | Año       |
| ----------------------- | --------- | --------- |
| Olímpico de Freyre      | Argentina | 2005-2006 |
| Instituto de Córdoba    | Argentina | 2006-2007 |
| Boca Juniors            | Argentina | 2007-2011 |
| CSM Bucureşti           | Rumania   | 2011-2012 |
| CS Ştiinţa Bacău        | Rumania   | 2012-2014 |
| Rio do Sul              | Brasil    | 2014-2016 |
| Esporte Clube Pinheiros | Brasil    | 2016-2017 |
| São Caetano             | Brasil    | 2017-2018 |
| Brasília Vôlei          | Brasil    | 2018-2019 |
| San Lorenzo de Almagro  | Argentina | 2020-2021 |
| Brasília Vôlei          | Brasil    | 2021-2023 |
| CEF 5 (La Rioja)        | Argentina | 2023      |